# Automatisch identificatiesysteem

Schematische opzet aan boord

Een automatisch identificatiesysteem (automatic identification system, AIS) is een locatiesysteem gebaseerd op transponder-technologie waarmee de veiligheid van scheepvaart op zeeën en het binnenwater verhoogd wordt. Het is bedoeld om overzicht en informatie te bieden via interactie tussen de schepen onderling en met instanties aan de wal. Het is in 2003 voor de zeevaart ingevoerd. Op het binnenwater wordt inland-AIS gebruikt en is het een aanvulling op het bestaande verkeersmanagement van verkeersposten. Voor het gebruik van AIS-apparatuur kan in Nederland volstaan worden met een marifoon-basiscertificaat. De apparatuur dient te worden aangemeld bij het Agentschap Telecom. AIS-apparatuur valt binnen dezelfde categorie als de marifoon.

## Het systeem
AIS-transponders zenden automatisch op regelmatige tussenpozen via een VHF-zender die in de transponder is ingebouwd informatie uit, zoals positie, snelheid en op de reis betrekking hebbende scheepsgegevens. De informatie komt van de sensoren van het schip zelf, met name van de ontvanger van het Global Navigation Satellite System (GNSS) en het gyrokompas. Andere informatie, zoals de naam van het schip en de roepletters, of - bij binnenschepen - het ENI-nummer, is al geprogrammeerd bij de inbedrijfstelling van de apparatuur aan boord en wordt ook met regelmatige tussenpozen uitgezonden. De radiosignalen kunnen worden ontvangen door AIS-transponders die op andere schepen zijn geplaatst of op walstations, zoals VTS-systemen. De ontvangen informatie kan worden getoond op het eigen scherm van het apparaat of een kaartplotter, waarbij de positie van het andere schip op dezelfde manier kan worden getoond als op een radardisplay. Het systeem kan de gegevens eventueel ook via een kabel implementeren in het radarbeeld zelf en bovendien kunnen via een aangesloten computer de gegevens nog verder worden verwerkt in een elektronische navigatiekaart zoals een ECDIS-scherm.
Door middel van landelijk dekkende base stations kunnen de signalen worden opgevangen die door schepen met een AIS-transponder worden uitgezonden. Met de zo verkregen gegevens kan een volledig beeld worden verkregen waarmee verkeersprognoses kunnen worden opgesteld voor bijvoorbeeld sluisplanningen. In Nederland worden circa veertig van deze stations van overheidswege geplaatst. De eerste werd op 26 april 2012 in gebruik genomen op het traject Rotterdam-Duitsland. Vervolgens is het traject Amsterdam-Rotterdam-Antwerpen aan de beurt en uiteindelijk heel Nederland.
Hiernaast zijn particuliere initiatieven in gebruik genomen. Het doel hiervan is om een internet-gekoppelde toepassing zoals een mobiele app toegang te bieden tot AIS-gegevens zonder een ontvanger te hoeven gebruiken. Een ander voordeel is het toevoegen van gegevens van recreatievaart zonder AIS. Hiertoe stuurt een boot zijn actuele gegevens regelmatig door via internet.

## De techniek
Een AIS-station bestaat over het algemeen uit de volgende componenten:
- VHF transceiver (1 zender/2 ontvangers)
  - waarvan voor de zeevaart één VHF Digital Selective Calling (DSC) receiver
- GNSS-ontvanger[1]
- links naar een display en sensoren via bepaalde communicatiesystemen (zoals NMEA-0183, ook bekend als IEC 61162).
- Dataprocessor

Het universele, op schepen geïnstalleerde AIS – zoals gedefinieerd door de Internationale Maritieme Organisatie (IMO), Internationale Telecommunicatie-unie (ITU) en International Electrotechnical Commission (IEC) en ook zo aanbevolen voor gebruik in de binnenvaart – maakt gebruik van een “self-organized time division multiple access” (SOTDMA) in de mobiele maritieme VHF-band. Het AIS-signaal wordt via de VHF-frequenties 161,975 MHz en 162,025 MHz uitgezonden, dit zijn de marifoonkanalen 87Hoog en 88Hoog. Hoe vaak het wordt verstuurd is afhankelijk van de snelheid van het schip; hoe langzamer het schip vaart, hoe langer het interval tussen twee berichten mag zijn, met een maximum van 3 minuten. Zeer snelle schepen zenden hun gegevens om de 2 à 3 seconden. Schepen die afgemeerd liggen of ten anker zenden slechts 1x per 6 minuten uit. Het systeem kan overschakelen naar andere VHF-frequenties.

### Meldfrequenties
| Statische scheepsinformatie        | Elke 6 minuten, bij aanpassing van de gegevens of op verzoek                                                             |                          |
| Dynamische scheepsinformatie       | Afhankelijk van de status van het schip en de wijze van gebruik ofwel gebruik in binnenvaart of SOLAS-gebruik (standard) |                          |
| Reisgerelateerde scheepsinformatie | Elke 6 minuten, bij aanpassing van de gegevens of op verzoek                                                             |                          |
| Verkeersmanagementinformatie       | Naar behoefte (wordt bepaald door de daartoe bevoegde autoriteit)                                                        | (Inland-AIS uitbreiding) |
| Veiligheidsgerelateerde berichten  | Naar behoefte |                          |

### Updatefrequentie van de dynamische scheepsinformatie
| Dynamische scheepscondities                                                        | Nominale meldfrequentie                                        |
| ---------------------------------------------------------------------------------- | -------------------------------------------------------------- |
| Scheepsstatus “voor anker” en niet sneller bewegend dan 3 knopen                   | 3 minuten                                                      |
| Scheepsstatus “voor anker” en sneller bewegend dan 3 knopen                        | 10 seconden                                                    |
| Schip is actief in de SOLAS-modus, varend met 0 – 14 knopen                        | 10 seconden                                                    |
| Schip is actief in SOLAS-modus, varend met 0 – 14 knopen en verandert van koers    | 3 1/3 seconden                                                 |
| Schip is actief in SOLAS-modus, varend met 14 – 23 knopen                          | 6 seconden                                                     |
| Schip is actief in SOLAS-modus, varend met 14 – 23 knopen en verandert van koers   | 2 seconden                                                     |
| Schip is actief in SOLAS-modus, vaart sneller dan 23 knopen                        | 2 seconden                                                     |
| Schip is actief in SOLAS-modus, vaart sneller dan 23 knopen en verandert van koers | 2 seconden                                                     |
| Schip is actief in binnenvaartmodus                                                | tijdens de vaart 2 toegewezen tussen 2 seconden en 10 seconden |

Een karakteristiek van het AIS-systeem is de autonome werking met gebruikmaking van SOTDMA zonder enige noodzaak voor een “organiserend” masterstation. Het radioprotocol is zodanig ontworpen dat de stations op schepen op een autonome, zelforganiserende manier kunnen werken door de toegangsparameters voor de links uit te wisselen. De tijd wordt onderverdeeld in tijdblokken van 1 minuut met 2250 tijdslots per radiokanaal, die worden gesynchroniseerd via de GNSS UTC tijd. Elke deelnemer organiseert zijn toegang tot het radiokanaal door vrije tijdslots te kiezen en daarbij rekening te houden met het toekomstige gebruik van tijdslots door andere stations. Er bestaat geen noodzaak voor een gecentraliseerde intelligente aansturing van de slottoewijzing.

## AIS-apparaten

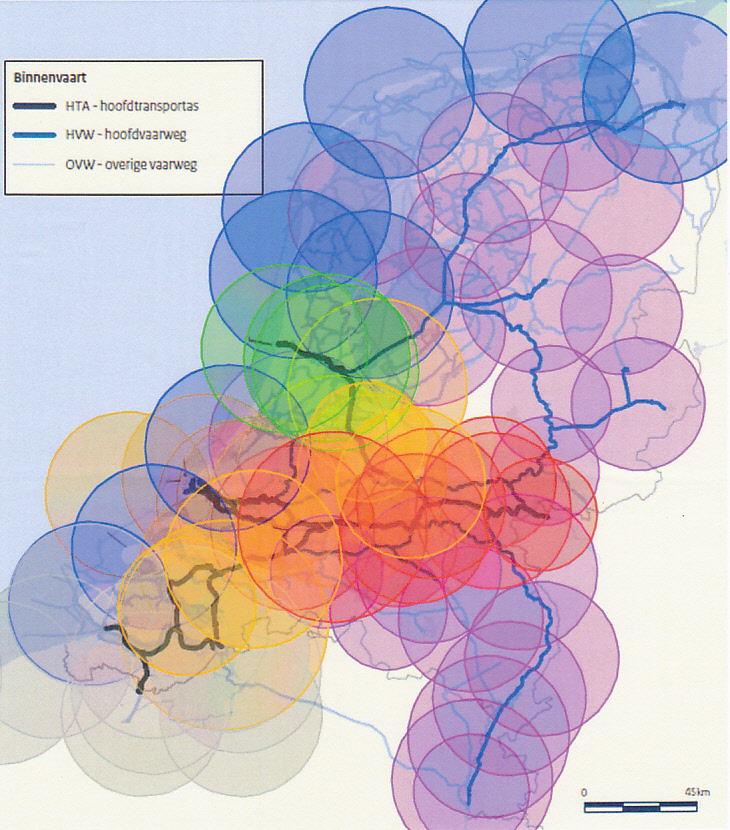
De AIS Walinfrastructuur

De AIS-standaard beschrijft AIS-apparaten:
- Class A – toegestaan voor gebruik op alle zeegaande schepen die onder de eisen van IMO SOLAS, hoofdstuk V, vallen (en in bepaalde landen ook op andere vaartuigen)
- Class B – een daarvan afgeleid goedkoper apparaat met een beperkte functionaliteit en minder zendvermogen, bedoeld voor de pleziervaart en niet-SOLAS-markten
- Van Class A afgeleide stations die op VDL-niveau wel de volledige Class A functionaliteit hebben, maar daarvan kunnen afwijken in de supplementaire functies en kunnen worden gebruikt door alle schepen die niet onder de ladingvereisten van de IMO vallen (bijvoorbeeld sleepboten, loodsvaartuigen, binnenschepen (zoals Inland-AIS))
- Basisstations, waaronder op de wal geplaatste simplex en duplex repeaterstations.

## AIS-walinfrastructuur in Nederland
Er is ook in Nederland inmiddels een aanvang gemaakt met de aanleg van een landelijk dekkend monitoringsnetwerk voor een veiligere en vlottere afwikkeling van het scheepvaartverkeer.
- Bij Rijkswaterstaat waren in januari 2014 in de AIS-walinfrastructuur door heel Nederland 46 basisstations operationeel op verkeersposten, bruggen en sluizen.
- Rijkswaterstaat kan met de verkeersbeelden het verkeer beter begeleiden en effectiever calamiteiten bestrijden.

## Manieren van zenden en ontvangen
- Schip – schip: alle met het AIS uitgeruste schepen zijn in staat om statische en dynamische informatie te ontvangen van alle schepen met AIS-apparatuur binnen het radiobereik
- Schip – wal: gegevens van schepen met AIS-apparatuur kunnen ook worden ontvangen door AIS-walstations
- Wal – schip: er kunnen gegevens die relevant zijn voor de veiligheid van de wal naar de schepen worden verzonden. In drukke verkeerssituaties kunnen de signalen van Class B-transponders zo nodig worden achtergesteld bij die van Class A-transponders. Ook kunnen langs deze weg bijvoorbeeld virtuele boeien op de elektronische vaarkaarten worden geprojecteerd.

## AIS en radar
Radar is een primair navigatiesysteem, het systeem neemt namelijk alles om zich heen waar en is niet afhankelijk van voorzieningen op een ander schip.
Voordelen van AIS ten opzichte van radar op het binnenwater zijn:
- AIS kan als het ware "om de hoek" kijken, het heeft geen last van bruggen en hoge gebouwen.
- er kan volstaan worden met een veel eenvoudiger basisstation dan bij radar. Er is geen zender met een hoog vermogen nodig en evenmin een roterende antenne; een eenvoudige sprietantenne volstaat.
- als AIS in de "ship-to-ship mode" werkt kan de officier van de wacht aan boord van een zeeschip zien wat de positie, koers en snelheid van andere schepen in de buurt is, mits die andere schepen ook een AIS-systeem aan boord hebben. De schipper van een binnenschip wisselt in principe alleen de identiteit en positie uit.

Nadeel van AIS ten opzichte van radar:
- alleen schepen met een (ingeschakelde en werkende) transponder aan boord worden "gezien". Aangezien AIS niet voor alle scheepstypen verplicht is of wordt - met name niet voor kleine vaartuigen die niet internationaal reizen, dus meestal pleziervaart - zal er altijd scheepvaartverkeer zijn dat door AIS niet "gedekt" wordt (in het jargon "blindgangers"). Daarom mag AIS in de professionele vaart niet als zelfstandig systeem gebruikt worden, maar alleen als aanvulling op radarsystemen. De AIS-informatie wordt dan samengevoegd met de radarinformatie afgebeeld op het radarscherm, tegenwoordig vaak geïntegreerd met een elektronische navigatiekaart.

## Zeevaart

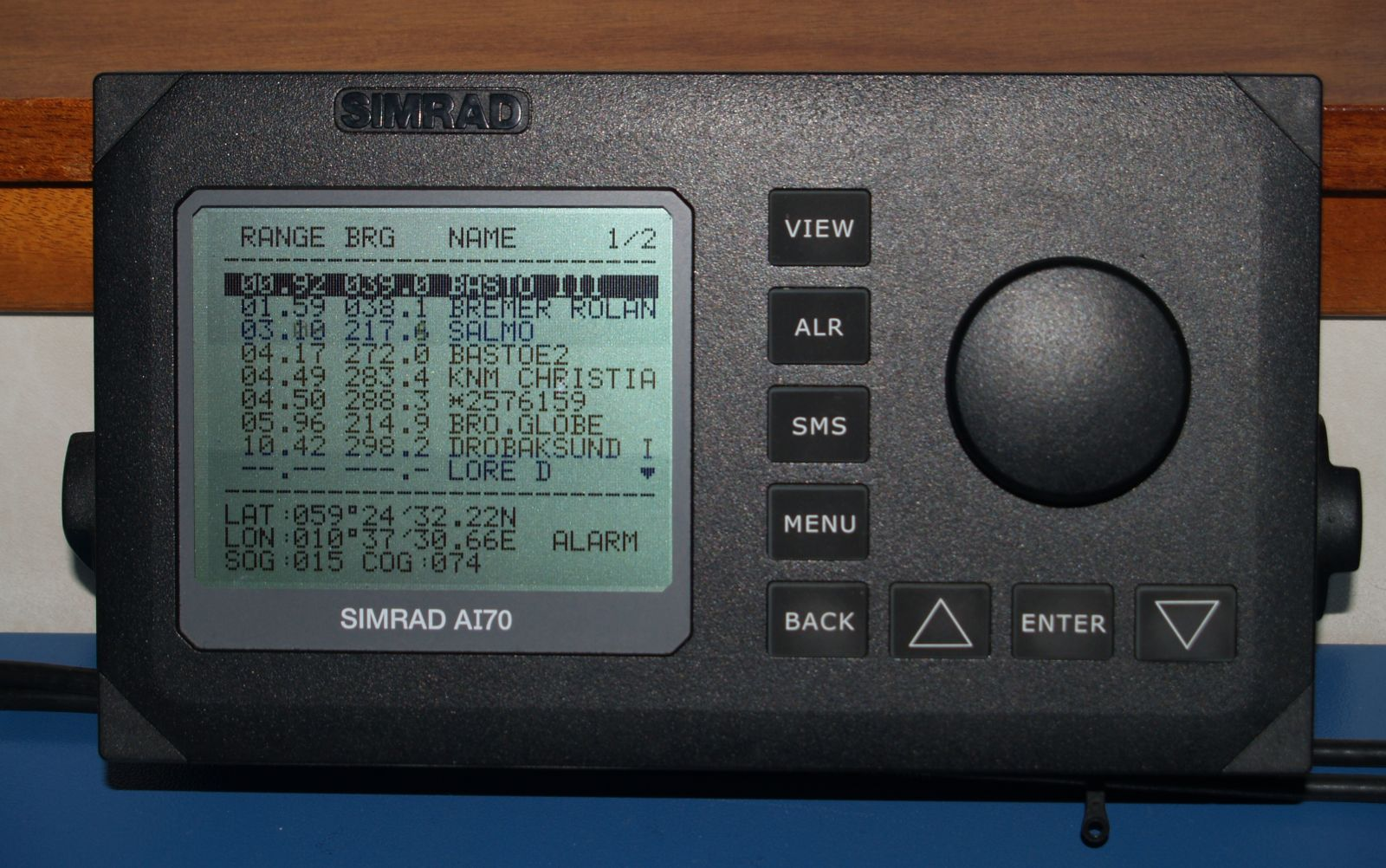
AIS-transponder

Naar de regels van het Internationale Maritieme Organisatie (IMO) hebben alle zeeschepen van 300 GT (Gross Tonnage) of meer een IMO Class A-transponder aan boord. De Nederlandse overheid heeft ervoor gekozen een aanvullende eis te stellen waardoor elk beroepsmatig gebruikt vaartuig op zee altijd een AIS Class A moet voeren.
Gegevens die door de IMO AIS-transponder uitgezonden kunnen worden (maar niet beperkt tot onderstaande) zijn onder andere:
Vaste gegevens:
- naam en callsign
- lengte en breedte
- scheepstype
- MMSI-nummer (Maritime Mobile Service Identity)
- IMO-nummer

Variabele gegevens:
- actuele positie
- actuele koers en snelheid
- diepgang
- lading
- bestemming
- verwachte tijd van aankomst

## Binnenvaart

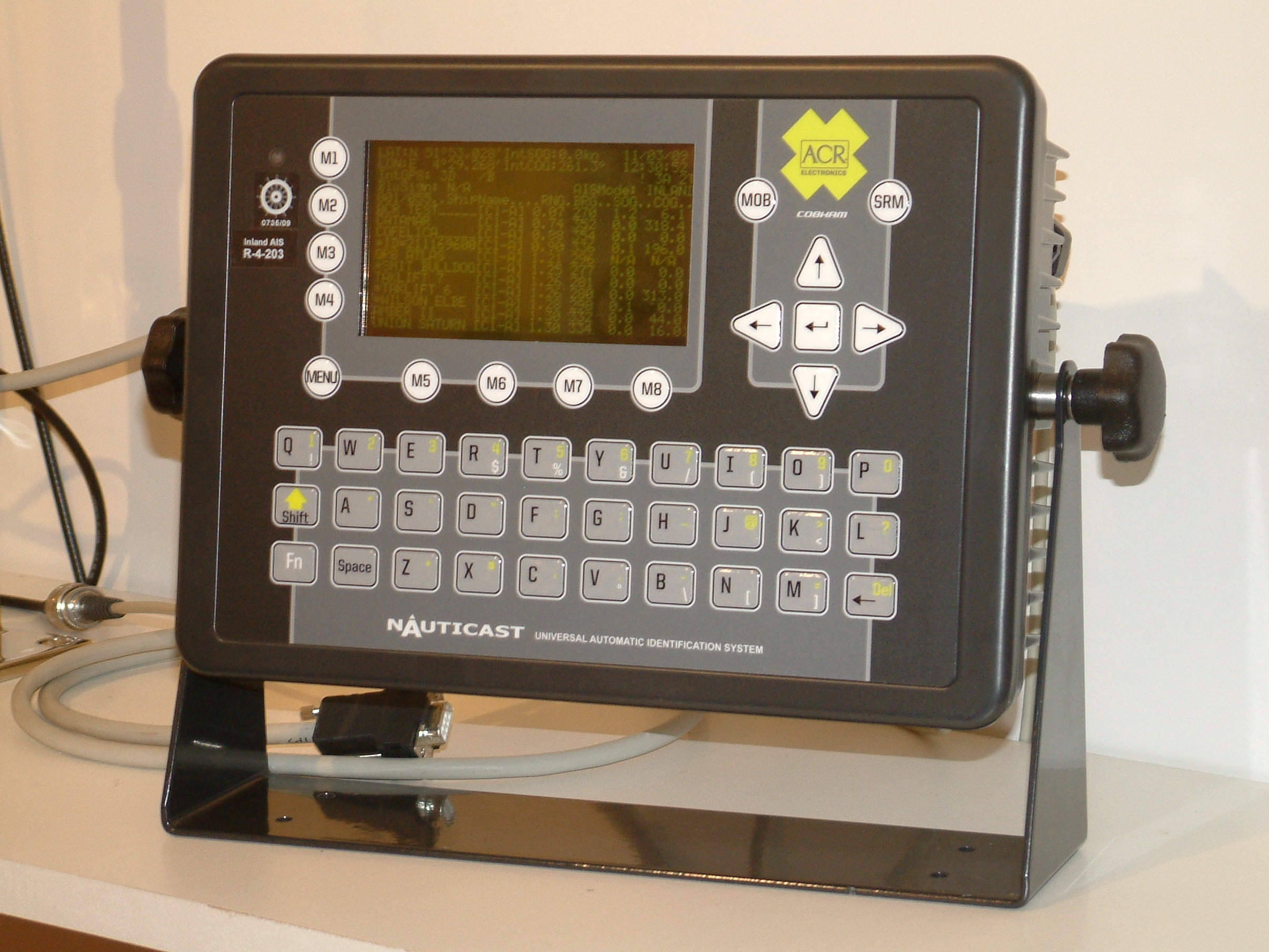
Inland-AIS-transponder

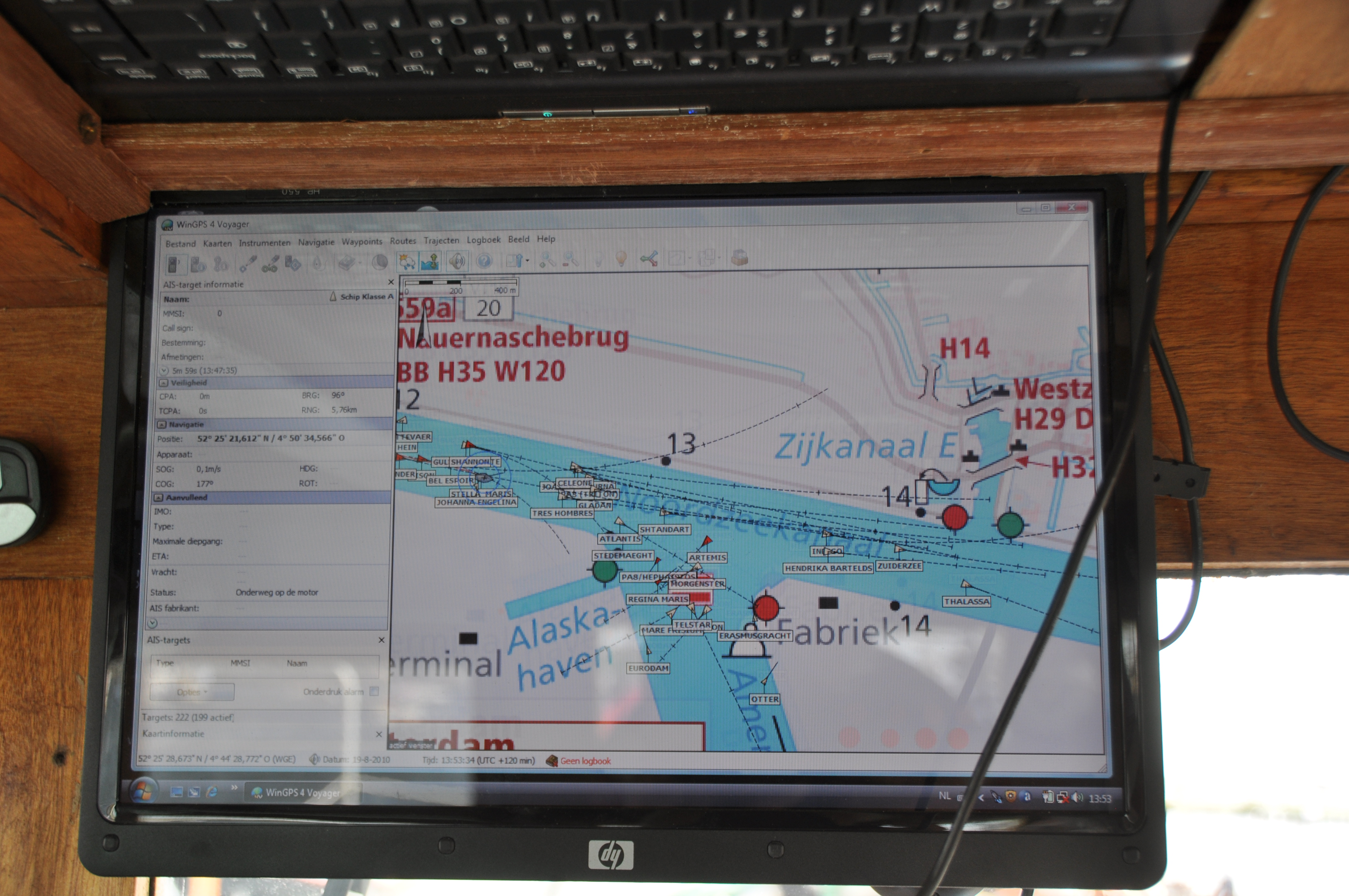
Gekoppeld aan een ECDIS kaart

De Centrale Commissie voor de Rijnvaart (CCR) heeft het Besluit 2006-I-21 Standaardisering van het volgen en het opsporen van schepen in de binnenvaart aangenomen. Daarbij wordt uitgegaan van de River information services-richtlijn 2002 van de Permanent International Commission for Navigation Congresses (PIANC) en de CCR. Dat betekent dat daarvoor het automatische identificatiesysteem (AIS) zal worden gebruikt. Met het oog op de specifieke belangen van de binnenvaart is het AIS verder ontwikkeld tot het zogenoemde Inland-AIS, dat volledig met het voor de zeevaart bestemde AIS van de IMO compatibel is. Het systeem is ook compatibel met de andere bestaande standaarden voor de binnenvaart.
In de Nederlandse wetgeving wordt richtlijn 2005/44/EG betreffende geharmoniseerde River information services geïmplementeerd. Daarmee wordt geregeld dat Automatic Information System-transponders (AIS-transponders) op de binnenschepen mogelijk worden. Die richtlijn verplicht lidstaten onder meer om transponders volgens de inland AIS standaard te gebruiken indien men het automatisch melden door schepen invoert op het vaarwegennet. Schepen, voorzien van AIS-transponders, worden automatisch aangemeld bij en kunnen gevolgd worden door de verkeerscentrales van Rijkswaterstaat (RWS). Dit maakt onder meer het mogelijk om:
- de veiligheid van het scheepvaartverkeer te verhogen;
- de bestaande infrastructuur op de vaarweg beter te benutten en daarmee de komende jaren de groei van het scheepvaartverkeer beter op te vangen; bijvoorbeeld de coördinatie ligplaatsen beheer in havens of de verbeterde afwikkeling van weg- en scheepvaartverkeer bij beweegbare bruggen;
- efficiencywinst te realiseren bij de RWS-verkeersposten en bediencentrales;
- de logistieke planning van verladers en terminals te verbeteren.

De Centrale Commissie voor de Rijnvaart heeft besloten:
- met ingang van 1 april 2008 uitsluitend nog de inbouw van AIS-apparatuur die aan de Inland-AIS teststandaard voldoet op Rijnvaartschepen toe te staan
- nog tot 31 december 2011 het gebruik van IMO Class A-transponders, die op binnenschepen tot en met 31 maart 2008 aantoonbaar werden ingebouwd of die op zeeschepen zijn ingebouwd, toe te staan.

Binnenvaartorganisaties hebben op 14 november 2006 een convenant met de Nederlandse overheid gesloten over het gebruik van Inland-AIS in de River information services. In verband met de privacy zullen geen andere gegevens door de Inland-AIS transponder uitgezonden worden dan die ten behoeve van:
Vaste gegevens:
- identificatie

Variabele gegevens:
- plaatsbepaling

Technisch is veel meer mogelijk. In de professionele vaart is er dan ook discussie over de vraag of de transponder ook informatie moet uitzenden over de stand van het blauwe bord. Een schipper kan ervoor kiezen nog veel meer gegevens ter beschikking te stellen.
De gegevens over de identiteit en positie van het schip worden met de AIS-transponder ook doorgegeven aan de beheerder van de vaarweg. De schipper dient nog steeds de eerste melding aan het begin van elke reis te doen. Dit kan met de marifoon en via de computer met het Binnenvaart Informatie en Communicatie Systeem (BICS). De achterliggende gedachte was, dat hij zich dan niet meer bij elke verkeerspost, sluis of brug hoefde aan te melden met de marifoon. In de praktijk blijkt dit op een aantal posities toch noodzakelijk. Voorbeeld: afvarend op de Beneden-Merwede weet de verkeerspost wel via de systemen dat de bestemming Rotterdam is, maar kan niet weten of de route via de Oude Maas of de Noord zal lopen. Daarvoor is het nog steeds nodig dat een schip zich na de Papendrechtse brug meldt via marifoonkanaal 79 bij de verkeerspost Sector Dordrecht.

### Proefprojecten
In 2009 zijn in Nederland drie proefprojecten gestart, om te zien of een grootschalige invoering in de binnenvaart mogelijk is.
- 75 schepen werden voorzien van Inland-AIS transponders ten behoeve van een proef door het Havenbedrijf Rotterdam samen met Rijkswaterstaat of het mogelijk was om wachttijden te bekorten voor de lig- en wachtplaatsen op de Tweede Maasvlakte;
- 30 schepen werden voorzien van Inland-AIS transponders ten behoeve van een proef een proef van de Provincie Zuid-Holland, Rijkswaterstaat en de Haagse Tramweg Maatschappij (HTM) bij de Hoornbrug in Rijswijk ZH. Naast de schepen die daar dagelijks varen werden trams, bussen en alarmverkeer met een transponder uitgerust. Bij de brug komt het verkeer bij elkaar. De proef was gericht op optimale doorstroming van het kruispunt. De informatie van de trams en de schepen werd verzameld om te zien welke ‘slots’ het beste werken om de brugopeningen beter onderling af te stemmen. Hierdoor kon de centralist onwenselijke situaties voorkomen. Gedurende de proef van zes maanden bleek dat de trams onvoldoende nauwkeurig konden aangeven wanneer ze bij de brug zouden arriveren. Daar wordt anno 2010 een oplossing voor gezocht.
- 895 Inland-AIS transponders werden ingebouwd ten behoeve van een proef op grotere schaal. Ze werden geplaatst bij schepen, die varen op de route Amsterdam-Rotterdam-Antwerpen - in het jargon het ARA-vervoer - of in de corridor Nederland-Duitsland. Deelnemers aan deze proef ontvingen gratis de transponder en de installatie ervan, maar de integratie met de radar en de Inland ECDIS-kaarten komt voor rekening van de schipper. In slechts enkele dagen schreven de scheepseigenaren zich in voor dit “Corridor 895″. Hierbij gold het principe: ‘zolang de voorraad strekt’. Deze regeling ging vooraf aan de algemene subsidieregeling.

Daarnaast werd 1 speciale vergunning uitgereikt (door BIPT) voor een Class A transponder ten behoeve van het testen van het AIS-systeem vanuit een voertuig op de openbare weg. MMSI 205631710

## Inbouwverklaring
Een inbouwverklaring voor het AIS systeem is een verklaring, die aan boord aanwezig moet zijn bij het binnenschipcertificaat voor schepen die 20 meter of langer zijn of een volume hebben van lengte x breedte x diepgang van 100 m³ of meer. 
Vóór de eerste inbedrijfstelling na de inbouw, bij een periodiek onderzoek voor de verlenging van het binnenschipcertificaat, en na elke verbouwing van het schip die de operationele toestand van deze installaties zou kunnen beïnvloeden, moet door de bevoegde autoriteit of door een erkend deskundig bedrijf een controle op de inbouw en het functioneren worden uitgevoerd.
Die verplichting vloeit voort uit de Europese standaard tot vaststelling van de technische voorschriften voor binnenschepen (ES-TRIN), bijlage 5  Onderdeel IV artikel 2 lid 1 &7:

## Recreatievaart
Jachten mogen zowel op zee als op het binnenwater ook een Class B transponder gebruiken, die veel goedkoper is. Maar ook voor schepen in de recreatievaart van 20 meter en langer is op wateren waar het Rijnvaartpolitiereglement geldt sinds 1 december 2014 het gebruik van Inland-AIS verplicht, gekoppeld aan een elektronische vaarkaart in de informatie modus. Er is namelijk voor de veiligheid geen verschil in de wijze van exploitatie van een schip, of je nu recreatief, bedrijfsmatig of beroepsmatig vaart. Het betekent dat die schepen alleen zonder AIS van noord naar zuid en van zuid naar noord in Nederland kunnen varen over de Hollandsche IJssel en de Noord.

## Verplicht gebruik beroeps- en recreatievaart
In Europa geldt anno 2016 nog géén algemene verplichting tot het gebruik van transponders in de beroeps- of recreatievaart. Alleen:
- vanaf 30 juni 2006 dienen ook binnenvaartschepen uitgerust te zijn met een AIS-transponder op het Nord-Ostsee-Kanal, te rekenen vanaf Brunsbüttel.
- vanaf 1 juli 2008 geldt in Oostenrijk de verplichting om een (ingeschakelde) Inland AIS-transponder aan boord te hebben. Kleine vaartuigen en niet-vrijvarende veren zijn vrijgesteld van deze verplichting. De transponderverplichting geldt op de Donau tussen KM 1880.200 en KM 2199.300 en op de vaarwegen Traun, Enns, March en Wiener Donaukanal.
- In Hongarije is per 1 september 2011 een AIS verplichting van kracht geworden.
- In het Gemeenschappelijk Nautisch Beheersgebied tussen Antwerpen, Gent en Terneuzen werd AIS verplicht per 1 januari 2016.[3]
- Een algemene AIS-verplichting voor alle Vlaamse vaarwegen wordt in de loop van 2016 verwacht[4]
- In Nederland is de algemene AIS verplichting per 1 januari 2016 ingevoerd voor vaarwegen van CEMT-klasse I en hoger, maar zonder gekoppelde elektronische vaarkaart. Er is geen onderscheid naar beroepsmatig of recreatief gebruik van het schip. Er geldt een algehele AIS-verplichting voor:
- a) schepen schepen met een lengte (L) van 20 meter of meer;
- b) schepen waarvan het volume, berekend uit het product van lengte (L), breedte (B) en diepgang (D), 100 m³ of meer bedraagt;
- c) sleep- en duwboten die zijn bestemd om de vaartuigen bedoeld onder a) en b) of drijvende werktuigen te slepen, te duwen of langszij gekoppeld mee te voeren;
- d)  passagiersschepen,(waaronder open rondvaartboten);
- e)   drijvende werktuigen;

De Centrale Commissie voor de Rijnvaart heeft besloten dat op de wateren die tot de Rijn worden gerekend per 1 december 2014 het gebruik van een AIS transponder verplicht is, in combinatie met een elektronische vaarkaart, voor schepen van 20 meter en langer. In dit geval een Inland ECDIS-kaart of een vergelijkbaar visualiseringsysteem. Er wordt géén onderscheid gemaakt tussen beroeps- en recreatievaart, het gaat om de "grote schepen" volgens de wet. Op wateren waar het Rijnvaartpolitiereglement van kracht is, is die gekoppelde elektronische vaarkaart wél verplicht. Het betekent dat schepen van 20 meter en langer zich zonder AIS met gekoppelde elektronische vaarkaart door Nederland niet meer van noord naar zuid v.v. kunnen verplaatsen in Rijnkruisend verkeer.
Het betekent een compromis tussen het Duitse en Nederlandse standpunt. Duitsland opteerde aanvankelijk voor een veel verder gaande verplichting, waarbij AIS aan inland-ECDIS vaarkaarten gekoppeld zou moeten worden. Bovendien wilde men ook specifieke eisen stellen aan de combinatie van hard- en software (certificering etc.). Nederland ging voor een AIS verplichting zonder ENC-koppeling. Als compromis is er een ‘lichte’ ENC-verplichting afgesproken. Aan welke eisen zo'n visualiseringsysteem moet voldoen, is niet bekendgemaakt. Het mág een kaart van Tresco, Periskal of Noordersoft zijn, (inland-ECDIS), maar het mag bijvoorbeeld ook een Stentec-kaart zijn (hybride, niet gestandaardiseerd kaartsysteem). De verplichting heeft betrekking op het gebruik van AIS+ENC in de informatie-modus (ondersteuning van navigatie). De combinatie AIS+ENC is uitdrukkelijk niet bedoeld voor zuivere navigatie, omdat het systeem als geheel voor gebruik in de binnenvaart daar technisch (nog) niet voldoende geschikt voor is. (Vertraging van signalen, etc).

## Subsidieregeling beroeps- en recreatievaart
In 2009 is in Nederland een algemene subsidieregeling gepubliceerd. Er was 14.700.000 euro voor de subsidieregeling beschikbaar. Daarmee konden dus 7000 schepen worden gesubsidieerd, die na de proefprojecten nog geen transponder hadden. De regeling werd uitgevoerd door het Agentschap NL (voorheen SenterNovem). De Nederlandse subsidie was een vast bedrag van € 2.100 per Inland-AIS-installatie per schip. Nadat het gecertificeerde AIS-apparaat door een erkende installateur was geïnstalleerd en een inbouwverklaring was afgegeven kon tot en met 30 april 2013 (of zoveel eerder als het subsidiebudget van € 14,7 miljoen uitgeput was) subsidie worden aangevraagd. Voor de subsidieregeling ontving Nederland een bijdrage uit het EU programma van de Trans-Europese Netwerken.
Een vergelijkbare regeling werd op 29 oktober 2009 gepubliceerd door het Duitse Bundesministerium für Verkehr, Bau und Stadtentwicklung. Die gold voor schepen boven de twintig meter onder Duitse vlag die in het Duitse scheepsregister waren ingeschreven en ook voor schepen uit België en andere EU-landen, met uitzondering van Nederland, mits ze regelmatig Duitse wateren bevoeren. De subsidie hoefde niet te worden terugbetaald. De Duitse subsidie bedroeg maximaal € 2600 per transponder, maar de aanvrager moest wel de eerste € 500 uit eigen zak betalen. Deze regeling liep tot en met 31 december 2011.
Ook België had een eigen regeling, voor die schepen die niet in voorgaande jaren door Nederland of Duitsland hadden gevaren of geen gebruik konden maken van de regeling daar. De Belgische regeling was dus ook bedoeld voor schepen uit andere landen. Op 11 januari 2011 is door alle havenbesturen, het Agentschap Maritieme Dienstverlening en Kust, Promotie Binnenvaart, Waterwegen en Zeekanaal NV, NV De Scheepvaart, vertegenwoordigers van de Belgische binnenvaartorganisaties en de Vlaamse minister van Mobiliteit en Openbare Werken een convenant daartoe ondertekend. Vlaams minister van Mobiliteit en Openbare Werken Hilde Crevits maakte 1.575.000 euro vrij voor de invoering van de AIS-technologie in 750 binnenvaartschepen. Deze regeling liep tot en met 31 december 2011.
Als voorlopig laatste land had ook Frankrijk een regeling, die door Voies navigables de France werd uitgevoerd.
Het resultaat was dat de directeur van Koninklijke Schuttevaer op het jaarlijks concres 2013 in Sliedrecht kon melden dat AIS op grote schaal in de binnenvaart geïmplementeerd was, ruim 90% van de schepen in de branche bezat AIS. Bovendien, dat het overgrote deel van de gebruikers AIS beschouwt als een nuttig en veilig hulpmiddel bij de vaart. Er werd in Nederland voor 5.826 schepen subsidie aangevraagd en die werd aan 5.646 schepen verstrekt. Het betekent dat van de € 14.7 miljoen € 12.2 miljoen is uitgekeerd. Van zo'n 2000 eigenaren van schepen van 20 meter en langer, die bekend waren via de Federatie Varend Erfgoed Nederland, hebben pakweg 600 schepen aangegeven recreatief te varen en ook de subsidie aangevraagd.